# Bataille de Kliszów
Grande guerre du Nord
Batailles
- Riga I
- Narva I
- Daugava
- Rauge
- Erastfer
- Kliszów
- Hummelshof
- Nöteborg
- Saladen
- Pułtusk
- Jēkabpils
- Narva II
- Poznań
- Punitz
- Gemauerthof
- Varsovie
- Hrodna
- Fraustadt
- Kletsk
- Kalisz
- Holowczyn
- Malatitze
- Lesnaya
- Poltava
- Perevolochna
- Helsingborg
- Viborg
- Riga II
- Baie de Køge
- Fladestrand
- Gadebusch
- Bender
- Pälkäne
- Storkyro
- Hangö Oud
- Fehmarn Bält
- Rügen
- Kristiania (Oslo)
- Stralsund
- Dynekilen
- Osel
- Stäket
- Grengam

La bataille de Kliszów se déroula le 19 juillet 1702 dans le cadre de la guerre du nord, et plus précisément, dans celui de la guerre civile polonaise. L'armée suédoise, commandée par Charles XII de Suède, remporta la bataille contre une armée saxonne et polonaise deux fois supérieure en nombre et opérant depuis une position défensive avantageuse.

## Situation
En 1699, Auguste le fort, duc de Saxe, roi de Pologne et grand-duc de Lituanie, planifie une attaque contre la Suède conjointement avec Pierre Ier de Russie et Frédéric IV de Danemark. Mais ce plan échoue lorsque le Danemark est contraint de faire la paix en 1700 et que, la même année, Charles XII de Suède triomphe de l'armée russe à la bataille de Narva. À la suite de cette bataille, Charles XII chasse les troupes d'Auguste le fort de la Livonie et les poursuit jusqu'en Pologne.
À Kliszów, au sud de Kielce, les armées suédoise et saxo-polonaise campent à environ 8 kilomètres l'une de l'autre. Les deux campements sont séparés par une forêt et un marécage, avec les Suédois au nord de la forêt et le campement d'Auguste protégé par une étroite étendue de marais au nord et la vallée marécageuse de la Nida à l'est. Le 19 juillet, vers 9 heures du matin, Charles XII fait progresser son armée à travers les bois et arrive deux heures plus tard au nord de la bande marécageuse protégeant le campement saxo-polonais. L'armée suédoise compte 8 000 fantassins, 4 000 cavaliers et seulement 4 canons car le plus gros de son artillerie est bloqué dans la forêt. L'armée d'Auguste compte quant à elle 7 500 fantassins saxons, 9 000 cavaliers saxons, 6 000 cavaliers polonais et 46 canons.

## Bataille
Le centre et l'aile gauche saxonne sont commandés par Johann Matthias von der Schulenburg, la cavalerie saxonne par Jakob Heinrich von Flemming et la cavalerie polonaise, qui tient l'aile droite, par Hieronim Augustyn Lubomirski. La stratégie de Charles XII consiste à faire une manœuvre d'enveloppement avant de repositionner ses forces pour fortifier ses flancs. 
Un premier assaut suédois sur l'aile droite est repoussé et la cavalerie polonaise charge alors les Suédois à deux reprises. Mais ces deux contre-attaques sont repoussées à leur tour et la cavalerie polonaise se replie, laissant le flanc droit sans protection. Charles XII concentre alors l'essentiel de ses forces sur ce flanc et pratique une percée en l'espace d'une demi-heure, repoussant les Saxons dans les marais des alentours. 
Les Suédois tentent alors d'encercler les Saxons en traversant la Nida mais l'infanterie du général Schulenburg, qui est quasiment intacte, y oppose une farouche résistance et permet à la majorité de l'armée saxonne de se replier en bon ordre. Les Suédois ont à peine 300 morts alors que leurs ennemis ont perdu 2 000 hommes et que 1 000 prisonniers ont été faits.

## Conséquences
La victoire suédoise est indiscutable mais la résistance de Schulenburg a sauvé l'armée saxonne de l'anéantissement. Les Suédois capturent cependant l'artillerie ennemie ainsi que son trésor de guerre et de l'équipement en quantité. Le 31 juillet, Charles XII et son armée marchent sur Cracovie et l'armée d'Auguste se replie sur Sandomierz.